# Otto Diderich Ottesen
Otto Diderich Ottesen, född den 3 april 1816 i Broager, död den 2 oktober 1892, var en dansk målare.
Ottesen kom i målarelära i Köpenhamn, där han samtidigt besökte konstakademien och på egen hand utbildade sig till frukt- och blomstermålare dels efter naturen, dels efter holländska mönster i kungliga tavelgalleriet. Hans arbeten belönades flera gånger med Neuhausenska premiet, och 1855–1857 kunde han med understöd av akademien företaga en utländsk studieresa. År 1866 blev han medlem av akademien och vistades 1874 utomlands på Anckerska legatet.  Ottesen fick professors titel 1874 och blev medlem av akademirådet 1887. Bland hans tavlor, vilka alla röjer ett allvarligt studium av naturen jämte en god form- och färgbehandling, inköptes av kungliga tavelgalleriet Våren i skogen, vars ämne är växande anemoner. Med stor förkärlek målade han rosor, vilka han i hela deras mångfald av arter återgav med utomordentlig trohet.

## Utmärkelser
- Professors namn,  1874[7]
- Riddare av Dannebrogorden,  1892[7]

[Redigera Wikidata]